# Иоанн Иверский
Иоанн Иверский († ок. 1002) — грузинский монах, которого почитают как святого. Родом из грузинского дворянства, он был женат и служил в качестве военного командира. Тем не менее, позднее он стал монахом в Вифинии, а затем ездил в Константинополь, чтобы спасти своего сына, Евфимия Афонского (Евфимия Просветителя). Евфимий был в заложниках у императора, но получил прекрасное образование.

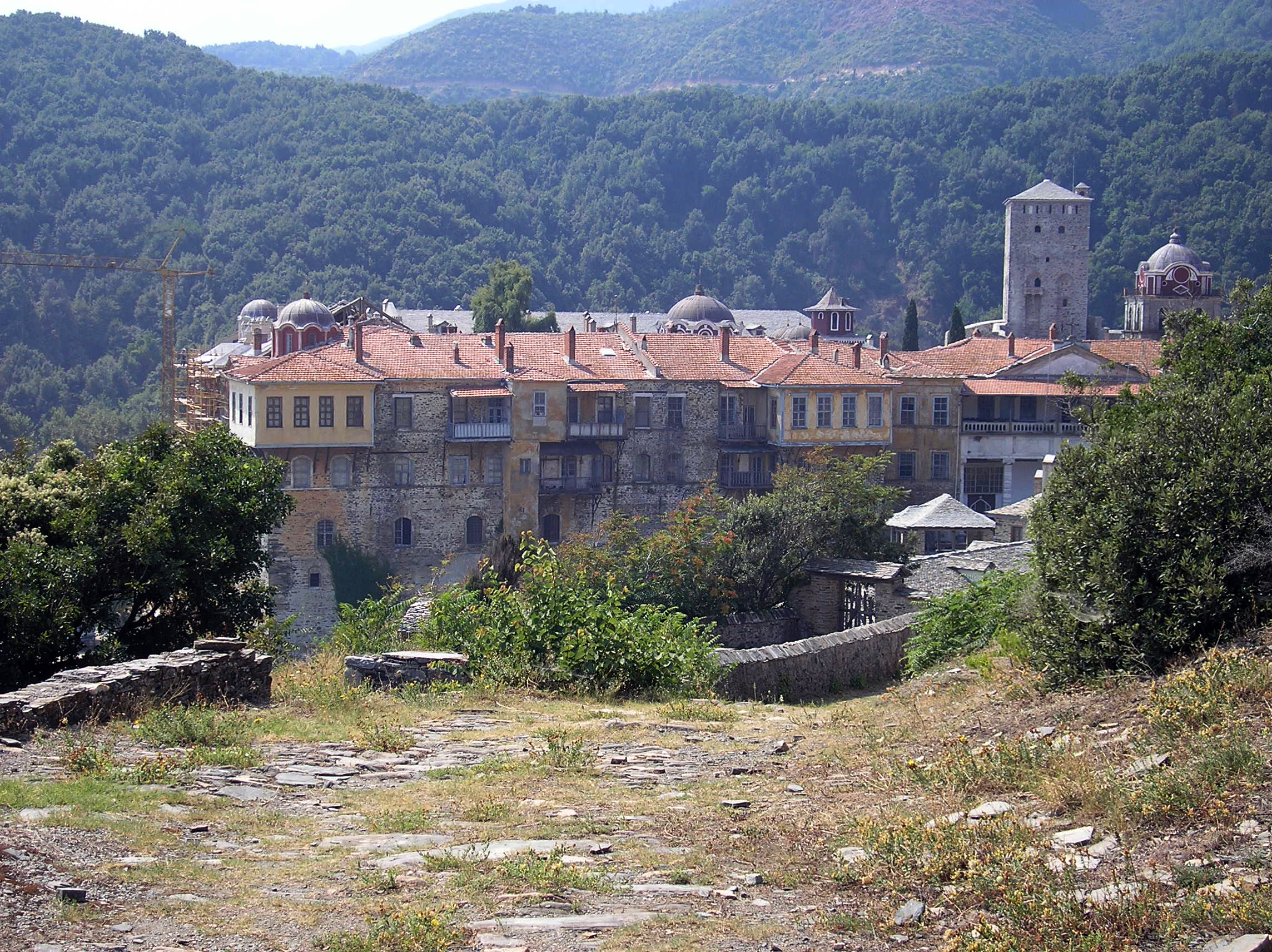
Вид на Иверон с тропы к монастырю Ставроникита

Иоанн и его сын привлекли много последователей, они оба служили в монастыре святого Афанасия на горе Афон. Здесь, на Афоне, они основали монастырь Иверон с финансовой помощью зятя Иоанна, Иоанна Торникиоса, отставного генерала. Иоанн служил в качестве первого игумена Иверона.
Память в католичестве — 12 июля, в православии — 12 (25) июля.